# الثقافة الكمبينية
الثقافة الكمبينية Campignian
الكمبينية إحدى ثقافات العصر الحجري الحديث في شمال فرنسا، اتخذت اسمها نسبة لموقع كامبيني، بالقرب من بلانجي- سور بريسل في منطقة سانت- ماريتيم.اكتشف سالمون عام 1886م في أساسات كوخ في هذه المنطقة أدوات أرخها على العصر الحجري الحديث دلت على أن هذه الثقافة ثقافة مستقلة، تميزت أدواتها بوجود القدوم، وبصناعة الفخار والفؤوس، وبإقامة أكواخ بيضوية الشكل.

## المرجع
أبو غنيمة، خالد. 2009؛ معجم مصطلحات عصور ما قبل التاريخ. الأردن: جامعة اليرموك.